# Józef Czubak
Józef Ignacy Czubak (ur. 12 marca 1939 w Gniazdowie, zm. 20 marca 2010) – polski urzędnik, działacz komunistyczny, żeglarz, harcerz, przewodniczący prezydium Miejskiej Rady Narodowej w Ostrowie Wielkopolskim w latach 1973–1975.

## Życiorys
Jako nastolatek został harcerzem; działał w drużynie żeglarskiej. W latach 1955–1956 należał do Związku Młodzieży Polskiej. Uczył się w Liceum Pedagogicznym w Kaliszu. W 1965 obronił pracę magisterską z zakresu geografii ekonomicznej. W 1969 ukończył Wieczorowy Uniwersytet Marksizmu-Leninizmu w Poznaniu.
Członek Polskiej Zjednoczonej Partii Robotniczej od 1962. W drugiej połowie lat 60. zamieszkał w Ostrowie Wielkopolskim. Nadal działał w harcerstwie. Został założycielem lokalnego klubu żeglarskiego „Nord”. Kierował terenową komisją planowania gospodarczego przy władzach miasta. W roku 1970 był sekretarzem ds. organizacyjnych, a następnie przez trzy lata sekretarzem ekonomicznym komitetu powiatowego PZPR. Miejska Rada Narodowa w Ostrowie Wielkopolskim w kwietniu 1973 jednogłośnie wybrała go na przewodniczącego prezydium. (Na stanowisko rekomendował go Antoni Buksakowski, pierwszy sekretarz PZPR w powiecie ostrowskim). Po połączeniu powiatowej i miejskiej rady narodowej stanął na czele prezydium obu.
W 1975 w wyniku likwidacji powiatów funkcję przewodniczącego prezydium zastąpił urząd prezydenta miasta. Józef Czubak przeniósł się do Kalisza, gdzie pracował w administracji państwowej. W latach 1979–1984 był kierownikiem wydziału ekonomicznego komitetu wojewódzkiego PZPR. Znalazł się wśród współzałożycieli Kaliskiego Okręgowego Związku Żeglarskiego (KOZŻ). W 1975 został jego pierwszym prezesem (funkcję pełnił ponownie w latach 2001–2005). W 1978 awansował na harcmistrza w ramach Związku Harcerstwa Polskiego. W 1985 zdobył patent jachtowego kapitana żeglugi wielkiej.
Zmarł 20 marca 2010 roku po długiej chorobie. Spoczął na cmentarzu w Skalmierzycach. Jego imię nosi organizowany co roku przez KOZŻ konkurs na najlepszy klub żeglarski.